# Château de Villeblain
Le château de Villeblain est un château situé à Chacrise, en France.

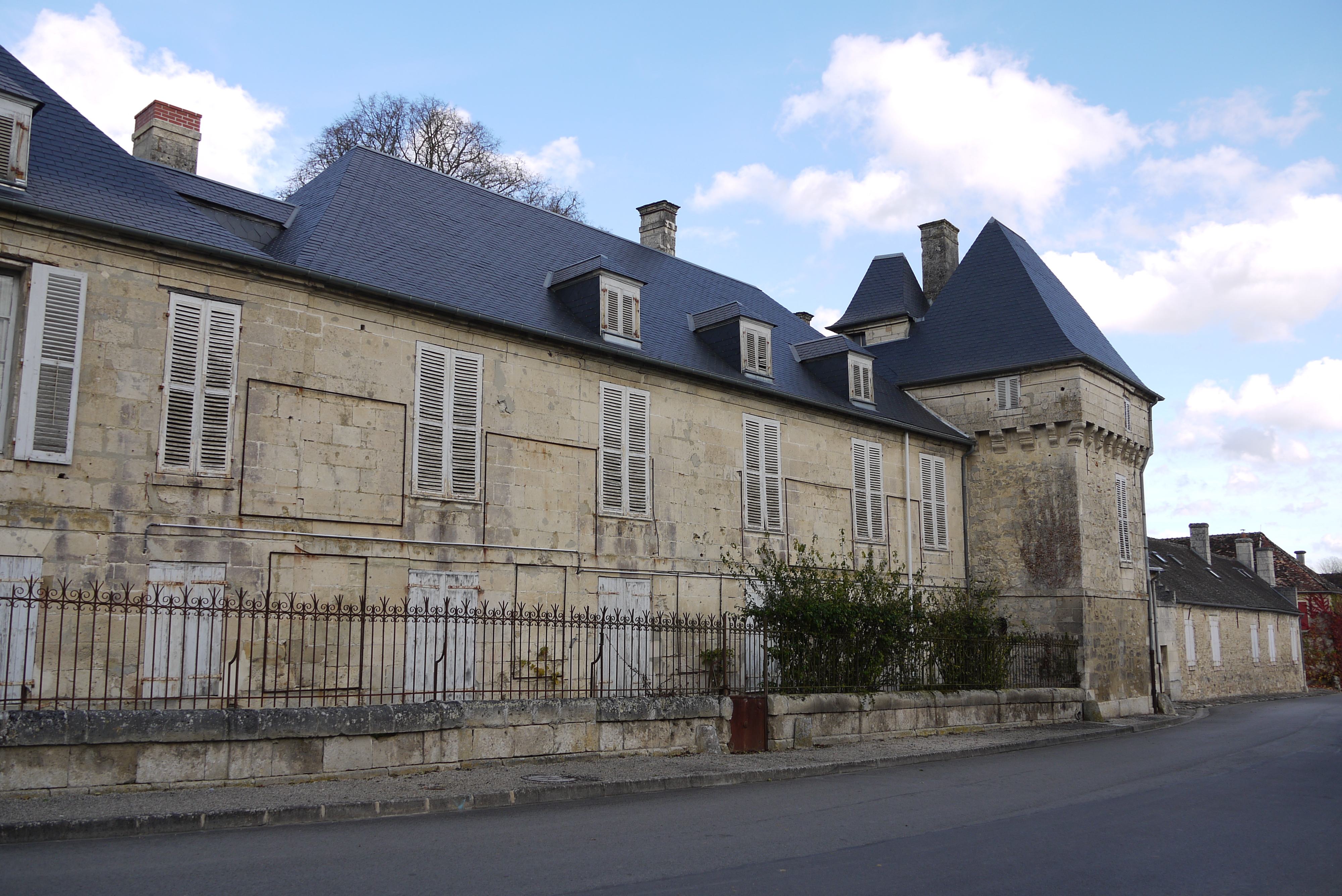
Château de Villeblain (Chacrise).

## Description
La tour carrée du XVIe siècle est un monument historique. Le château n'est plus en bon état à l'intérieur, mais le toit a été renouvelé, en mai 2012. De l'autre côté de la rue, il y a l'ancienne écurie orangerie.

## Localisation
Le château est situé dans le hameau de Villeblain, sur la commune de Chacrise, dans le département de l'Aisne.

## Historique
Le monument est inscrit au titre des monuments historiques en 1928.